# Kommissar für Mehrsprachigkeit
Der Kommissar für Mehrsprachigkeit war bis 2010 das Mitglied der Europäischen Kommission, in dessen Zuständigkeitsbereich die Thematik der Sprachenvielfalt stand. Erst seit der Kommission Barroso I ab 2004 war der Kommissar für Bildung und Kultur auch ausdrücklich für den Bereich Sprachen zuständig; mit der EU-Erweiterung 2007 wurde die Mehrsprachigkeit als eigenes Ressort ausgegliedert. Amtsinhaber war seitdem der Rumäne Leonard Orban. In der Kommission Barroso II, die im Februar 2010 ihre Arbeit aufnahm, wurde die Mehrsprachigkeit wieder in das Bildungsressort zurückverlegt. In der Kommission Juncker (2014–2019) war die Funktion dem Kommissar für Haushalt und Personal zugeordnet. 
In der Kommission von der Leyen I (2019–2024) sind die Bereiche unterschiedlichen Kommissaren zugeordnet. Dolmetschen und Übersetzen gehören zu den Aufgaben des Kommissars für Haushalt und Verwaltung. Förderung von Fremdsprachenkenntnissen fällt in den Bereich Bildung und Kultur. Für Rechte von Sprechern kleinerer Sprachen ist die Kommissarin für Gleichstellung zuständig, Helena Dalli. 

## Zuständigkeiten
Politisch betrachtet war der Aufgabenbereich hauptsächlich auf die Förderung von Fremdsprachenkenntnissen als Mittel für die Mobilität der europäischen Arbeitnehmer und die Wettbewerbsfähigkeit im gemeinsamen Arbeitsmarkt fokussiert. Daneben war der Kommissar auch für die Rechte von Sprechern regionaler und Minderheitensprachen sowie der Sprachen von Migranten zuständig. Der Kommissar für Mehrsprachigkeit teilte sich mit dem Kommissionspräsidenten die Kompetenz für den Interkulturellen Dialog.
Administrativ gesehen waren dem Kommissar für Mehrsprachigkeit die Generaldirektionen Übersetzen, Gemeinsamer Dolmetscher- und Konferenzdienst und (soweit Themen der Mehrsprachigkeit betroffen) das Amt für Veröffentlichungen der Europäischen Union sowie die Abteilung Mehrsprachigkeitspolitik in der Generaldirektion Bildung und Kultur unterstellt. Dies entspricht insgesamt 3.400 Beschäftigten – rund 15 % des Personalkörpers der Europäischen Kommission – und rund 1 % des EU-Haushalts.

## Bisherige Amtsinhaber
| Kommissar           | Amtszeit  | Staat    | nationale Partei | europäische Partei | sonstige Zuständigkeiten |
| ------------------- | --------- | -------- | ---------------- | ------------------ | ------------------------ |
| unbesetzt           | seit 2014 |          |                  |                    |                          |
| Androulla Vassiliou | 2010–2014 | Zypern   | EDI              | ELDR               | Bildung und Kultur       |
| Leonard Orban       | 2007–2010 | Rumänien | PNL nahestehend  | ELDR nahestehend   |                          |
| Ján Figeľ           | 2004–2006 | Slowakei | KDH              | EVP                | Bildung und Kultur       |